# Palicourea macrocalyx
Palicourea macrocalyx är en måreväxtart som beskrevs av Paul Carpenter Standley. Palicourea macrocalyx ingår i släktet Palicourea och familjen måreväxter. Inga underarter finns listade i Catalogue of Life.